# Michael Malarkey
 (juillet 2022).
Michael Malarkey né le 21 juin 1983 à Beyrouth au Liban est un acteur et auteur-compositeur-interprète américano-britannique.
Il est surtout connu pour son rôle d'Enzo St John dans la série télévisée Vampire Diaries de 2013 à 2017 et du Capitaine Michael Quinn dans la série Projet Blue Book de 2019 à 2020.

## Biographie
Il est né à Beyrouth, au Liban, mais a grandi à Yellow Springs, Ohio. Il a étudié à l'Académie de musique et d'art dramatique de Londres. Son père est irlando-américain et sa mère est anglaise d'origine palestinienne et italienne. Il vit à Londres depuis 2006.

### Vie privée
Depuis 2009, il est marié à l'actrice britannique Nadine Lewington (en). Ensemble, ils ont deux fils, Marlon et Hugo, nés respectivement le 11 septembre 2014 et fin août 2019. Nadine Lewington a joué aux côtés de son mari dans un épisode de Project Blue Book.

## Carrière
Il commence sa carrière en 2009, lorsqu'il joue le rôle de Peter dans le court-métrage Good Morning Rachel.
En 2011, il obtient le rôle de Milton Long dans la série télévisée documentaire Curiosity lors d'un épisode.
L'année suivante, il rejoue dans un court-métrage se nommant Ghost in the Machine, il y interprète le rôle d'un cowboy. Cette même année, il joue dans la série télévisée documentaire Dark Matters: Twisted But True lors de deux épisodes.
En 2013, il joue le rôle du Prince Maxon dans le téléfilm The Selection. Cette même année, il obtient un rôle récurrent lors de la cinquième saison de la série Raw et il joue dans le film dramatique Impirioso. Puis, il obtient un rôle récurrent dans la série télévisée Vampire Diaries lors de la cinquième saison, il y interprète Enzo. À partir de la sixième saison, il fait partie du casting principal de la série.
En 2014, il interprète lors de deux épisodes le rôle de Craig dans la série télévisée britannique Mr. Sloane. Cette même année, il apparaît dans le jeu vidéo Dragon Age: Inquisition.
En dehors de sa carrière d'acteur, Michael Malarkey est également chanteur-compositeur-guitariste et a fait ses débuts dans la musique en 2014 avec un EP intitulé Feed The Flames. En plus de deux autres EPs, son premier album, Mongrels est sorti en septembre 2017, puis son deuxième, Graveracer, est paru en janvier 2020.

## Filmographie

### Cinéma

#### Longs métrages
- 2013 : Impirioso de Sarah Baker : Bruno
- 2019 : A Violent Separation de Kevin Goetz et Michael Goetz : Clint Barton

#### Courts métrages
- 2009 : Good Morning Rachel de James Cambourne et Christopher Hewitt : Peter
- 2013 : Ghost in the Machine d'Olivier Krimpas : un cowboy
- 2015 : Olivier's Landing d'Eugenio Juarez : Milo

### Télévision

#### Séries télévisées
- 2001 : Parents à tout prix : Le propriétaire de magasin de musique
- 2011 : Curiosity : Milton Long
- 2012 : Dark Matters : Twisted But True : Alter / Frank Geyser
- 2013 : Raw : Anthony
- 2013 - 2017 : Vampire Diaries : Lorenzo « Enzo » St John (récurrent saison 5, principal saisons 6 à 8)
- 2014 : Mr. Sloane : Craig
- 2017 : Jean-Claude Van Johnson : Dizel (1 épisode)
- 2018 - 2019 : The Oath : Sam Foster
- 2019 - 2020 : Project Blue Book : Capitaine Michael Quinn
- 2021 : Big Sky : Député Harvey
- 2022 : Westworld : Emmett
- 2022 : Code Quantum : Cole
- 2023 : New York, crime organisé : O’Meara (3 épisodes)
- 2024 : The Night Agent : Markus Dargan

#### Téléfilm
- 2013 : The Selection (en) d'Alex Graves : Prince Maxon

### Compositeur
- 2012 : Ghost in the Machine (court métrage)

## Théâtre
- 2009 : Inches Apart : Lee
- 2010 : Spring Storm : Arthur
- 2010 : Beyond The Horizon : Robert
- 2011 : Million Dollar Quartet : Elvis Presley
- 2012 : The Intervention : Jed
- 2012 : Gatsby le Magnifique : Jay Gatsby

## Voix françaises
- Pascal Nowak dans (les séries télévisées) :
  - Vampire Diaries
  - Jean-Claude Van Johnson
  - Projet Blue Book
  - Big Sky
  - Westworld
  - Code Quantum
  - New York, crime organisé
  - The Night Agent